# ساموخ
ساموخ (به ترکی آذربایجانی: Samux) (از ۱۹۹۲ تا ۲۰۰۸ میلادی نبی‌آغالی) شهری در شهرستان ساموخ کشور جمهوری آذربایجان است. جمعیت این شهر بر اساس سرشماری سال ۱۹۸۹ میلادی، ۴٫۶۰۴ نفر و بر اساس سرشماری سال ۲۰۰۸ میلادی، ۵٫۸۰۰ بوده‌است.

## جغرافیا
شهرک ساموخ در میان دشت گنجه - قزاق و دشت آجی‌نوهور جای دارد. این شهر ۱۱ کیلومتر تا شهر گنجه فاصله دارد.

## تاریخ
نام‌های پیشین این شهرک صفرعلی‌اف و نبی‌آغالی بوده است و در سال ۲۰۰۸ میلادی به ساموخ تغییر یافته است.